# Aaron Van Poucke
Aaron Van Poucke (Bruges, 4 aprile 1998) è un ciclista su strada belga che corre per il Team Flanders-Baloise; è professionista dal 2019.

## Palmarès
- 2017 (VL Technics-Experza-Abutriek)

2ª tappa Tour de la Mirabelle (Raon-l'Étape > Pierre-Percée)
- 2018 (Lotto Soudal U23)

2ª tappa Vuelta a Navarra (Lodosa > Azagra)
3ª tappa Tour de Moselle (Terville > Thionville)
Zandberg Classic

### Altri successi
- 2017 (VL Technics-Experza-Abutriek)

Classifica giovani Vuelta al Bidasoa
Classifica giovani Tryptique Ardennais
- 2018 (Lotto Soudal U23)

Classifica scalatori Vuelta a Navarra
Classifica giovani Wyścig Solidarności i Olimpijczyków
Grand Prix de Bavay
1ª tappa Okolo Jižních Čech (Jindřichův Hradec, cronosquadre)
- 2022 (Sport Vlaanderen-Baloise)

Classifica scalatori Tour de Hongrie
- 2023 (Team Flanders-Baloise)

Classifica giovani Vuelta a Andalucía
Premio Combattività Renewi Tour

## Piazzamenti

### Classiche monumento
- Parigi-Roubaix

2022: ritirato
- Liegi-Bastogne-Liegi

2019: ritirato
2020: 54º
2021: 93º